# 2012년 부에노스아이레스 열차 사고

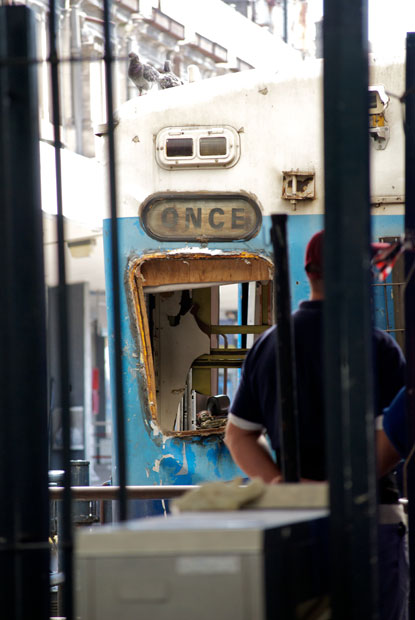
2012년 부에노스아이레스 열차 사고

2012년 부에노스아이레스 열차 사고는 2012년 2월 22일 아르헨티나 부에노스아이레스에서 일어난 열차 사고이다. 사고로 51명이 사망하고 700여명이 부상을 당했다. 오전 8시 33분경 1천여명의 승객을 태운 열차가 온세역으로 들어오던 중 선로를 이탈하여 플랫폼을 들이받아서 사고가 일어났다. 이번 사고는 아르헨티나에서 일어난 열차 사고중 세 번째로 큰 피해를 냈다.